# سفر میان‌کهکشانی

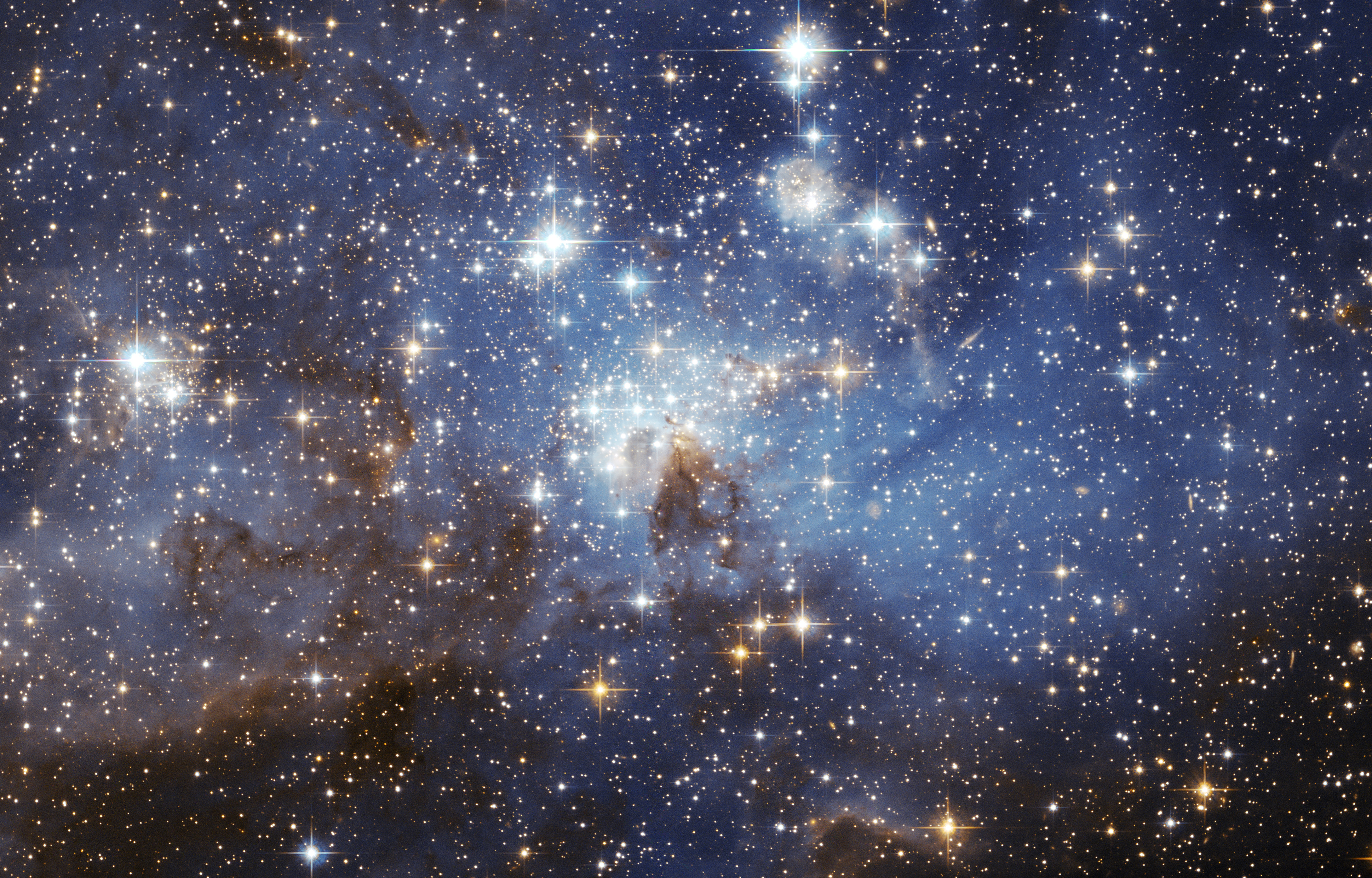
سفر بین کهکشانی که بین انواع ستارگان هم صورت می‌گیرد

سفر میان‌کهکشانی اصطلاحی است که برای سفر فرضی سرنشین‌دار یا بدون سرنشین، بین کهکشان‌ها استفاده می‌شود. به دلیل اینکه فاصلهٔ عظیم بین کهکشان راه شیری ما و نزدیکترین همسایه‌هایش، هزاران تا میلیون‌ها سال نوری است، هر یک از این سفرهای پرمخاطره، از لحاظ فناوری بسیار سخت‌تر از سفر میان‌ستاره‌ای خواهد بود. فواصل میان‌کهکشانی به‌طور تخمینی صدها تا هزاران برابر بزرگتر از فواصل سفر میان‌ستاره‌ای هستند.
فناوری مورد نیاز برای سفر بین کهکشان‌ها، ماورای توانایی‌های کنونی بشر است و در حال حاضر موضوع گمان‌ها، فرضیات و داستان‌های علمی تخیلی می‌باشد. با این وجود، از لحاظ تئوری، سفر میان‌کهکشانی به‌طور قطعی ناممکن نیست. متدهایی فرضی برای انجام چنین سفری وجود دارند و تاکنون چندین دانشگاه به‌طور جدی بر روی این امر مطالعه کرده‌اند.